# Pour cent briques, t'as plus rien...
Pour plus de détails, voir Fiche technique et Distribution.
Pour cent briques, t'as plus rien… est un film français réalisé par Édouard Molinaro en 1982 et sorti le 12 mai 1982.

## Synopsis
Paul et Sam partagent le même appartement. Le premier est au chômage et le second travaille comme serrurier, mais se fait licencier.
Sans le sou, les deux garçons vivent d'expédients et Sam arrive à les faire loger chez Caroline, employée dans une agence de voyages. Lorsqu'elle est fâchée et qu'elle veut les mettre dehors, Sam paye de sa personne dans des rapports sexuels éreintants et ils restent.
Mais Sam veut trouver de l'argent et les actualités télévisées vont lui donner une idée : ils vont attaquer une banque.
Pour ne pas se faire repérer, ils vont répartir les rôles : Sam sera déjà dans la banque et se fera passer pour un client tandis que Paul viendra faire le braquage à l'aide d'armes factices. À l'heure dite, Paul entre dans la banque et prend les employés en otage. Les deux complices vont alors simuler la mort de Sam sous le feu de Paul, afin d'inciter les autorités à leur verser une rançon de 8 millions de francs.
À l'extérieur, la police a bouclé le quartier tandis que dans la banque, tout le monde a bien sympathisé. C'est alors que Sam lance l'idée : et s'ils se partageaient tous la rançon ?

## Fiche technique
- Réalisation : Édouard Molinaro
- Scénario : Jean Cosmos, Michel Leviant, Édouard Molinaro, d'après la pièce de Didier Kaminka
- Dialogues : Didier Kaminka
- Assistant réalisateur : Philippe Leriche, Graziella Molinaro, Philippe Guézel
- Production : Uranium Films, TF1 Films Production.
- Producteurs : Dany Cohen, Yvon Guezel, Georges Glass
- Musique : Murray Head
- Directeur de la photo : Michael Epp
- Monteur : Marie-Josée Audiard
- Décors : Jean-Jacques Caziot
- Son : Daniel Brisseau
- Cascades : Daniel Vérité, Roland Neunreuther
- Régisseur Adj : James Megis
- Distribution : UGC
- Pays :  France
- Tournage : du 11 janvier au 4 mars 1982
- Pellicule 35 mm, couleur Fujicolor
- Durée : 80 min
- Genre : comédie
- Date de sortie : 12 mai 1982

## Distribution
- Daniel Auteuil : Sam
- Gérard Jugnot : Paul
- Anémone : Nicole
- Isabelle Mergault : Ginette
- Élisa Servier : Caroline
- Jean-Pierre Castaldi : Henri
- François Perrot : le directeur de la banque
- Paul Barge : Jean-Louis
- Georges Géret : le commissaire Bouvard
- Darry Cowl : le concierge flic
- Annick Blancheteau : Odette, la caissière de la banque
- Éric Legrand : Hubert
- Bruno Garcin : l'adjoint de Bouvard
- Fernand Berset : Patron Sam
- Stéphanie Fugain : Patricia
- Jean-Claude de Goros : le directeur de la banque où Sam est client
- Pascal Ternisien : Étienne
- Patrice Laffont : le journaliste TV
- Didier Haudepin : le spectateur du premier hold-up
- Guillaume Durand : le journaliste d'Europe 1
- Michel Tugot-Doris : le présentateur du journal TV
- Édouard Molinaro : le vendeur de journaux (caméo)
- Roland Monod : le ministre
- Alain Chevallier : le journaliste

## Analyse
- Un extrait d'Asphalte, film de Denis Amar est visible.

## Autour du film
- Daniel Auteuil et Gérard Jugnot se retrouvent, trois ans après Les héros n'ont pas froid aux oreilles.
- Gérard Jugnot et Anémone ont partagé l'affiche à trois reprises en 1982 : Pour cent briques, t'as plus rien, Le Quart d'heure américain, et Le Père Noël est une ordure.